# Mark Plaatjes
Mark Plaatjes (ur. 2 czerwca 1961 w Johannesburgu) – południowoafrykański, a potem amerykański lekkoatleta maratończyk, mistrz świata ze Stuttgartu z 1993.
Mark Plaatjes urodził się w Republice Południowej Afryki w czasach apartheidu. Zdobył tytuły mistrzowskie tego państwa w biegu maratońskim w 1981 i 1985 oraz w biegu przełajowym w 1983 i 1985. Nie mógł jednak występować w zawodach międzynarodowych ze względu na bojkot RPA.
W 1988 poprosił o azyl polityczny w USA. Zwyciężył w maratonie w Los Angeles w 1991. Otrzymał obywatelstwo amerykańskie w 1993, na trzy tygodnie przed mistrzostwami  świata w 1993 w Stuttgarcie. Na mistrzostwach niespodziewanie zdobył złoty medal, wyprzedzając Lucketza Swartbooi z Namibii, który prowadził przez większość biegu.
Obecnie mieszka w Boulder w stanie Kolorado. 

## Rekordy życiowe
- bieg maratoński – 2:08:58 (1985)